# Vollzugszentrum Klosterfiechten

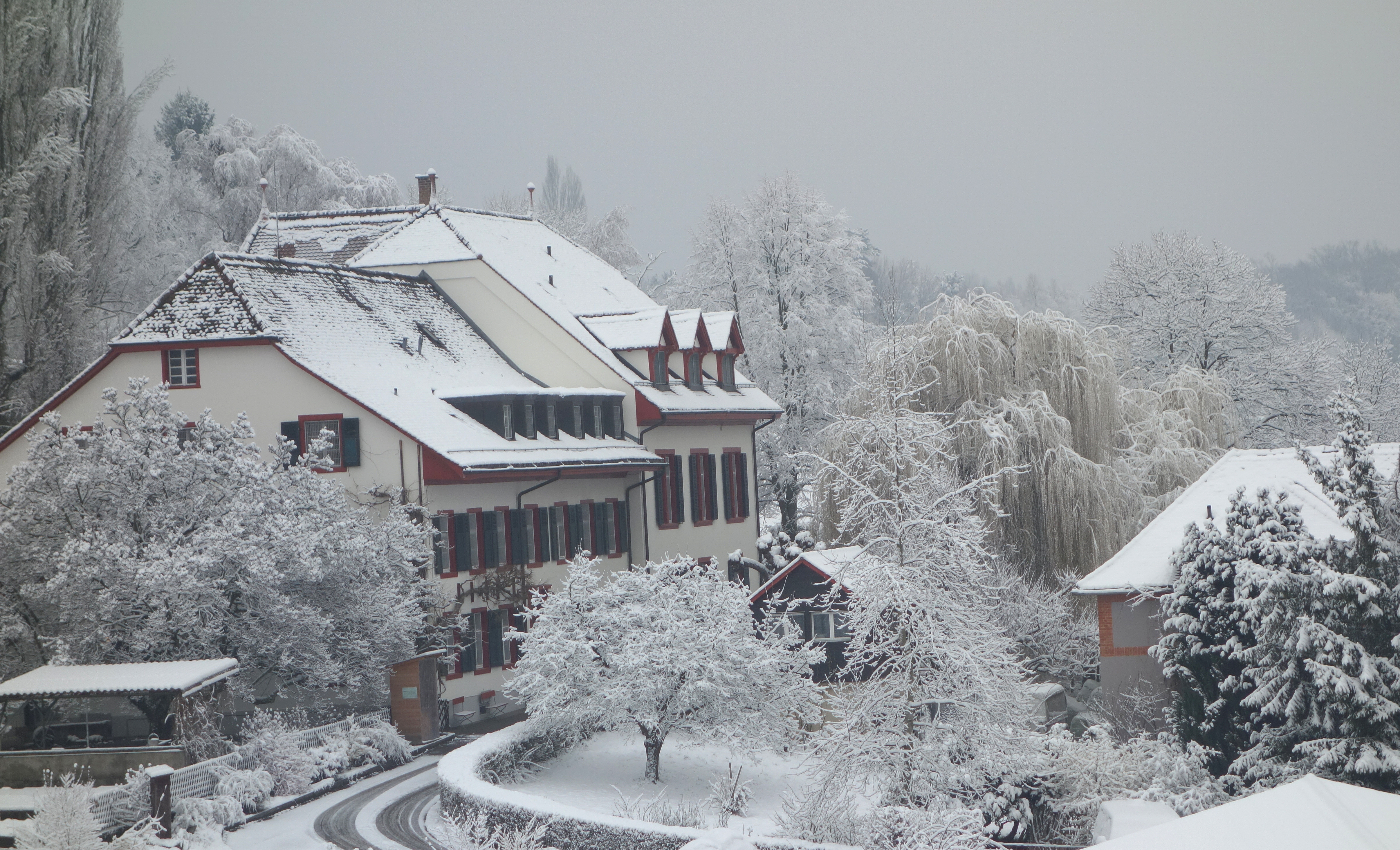
Hauptgebäude (2018)

Das Vollzugszentrum Klosterfiechten (VZK) ist eine Einrichtung des Kantons Basel-Stadt für den offenen und alternativen Straf- und Massnahmenvollzug. Es liegt am Rande der Stadt Basel auf dem Bruderholz.

## Organisation
Das Vollzugszentrum ist dem Amt für Justizvollzug im Justiz- und Sicherheitsdepartement Basel-Stadt unterstellt. Die Mitarbeiter der beiden Bereiche stationärer und ambulanter Vollzug arbeiten interdisziplinär mit externen Institutionen und Behörden zusammen. Der Alltag im stationären Vollzug ist milieutherapeutisch strukturiert. Dem Betrieb ist eine eigene Gärtnerei angeschlossen.

## Vollzugsformen

### Stationärer Vollzug
- Halbgefangenschaft (nach StGB Art. 77b Abs. 1)
- Arbeitsexternat (nach StGB Art. 77a Abs. 1, & 2.)
- Wohn- und Arbeitsexternat (nach StGB Art. 77a Abs. 3)
- Offener stationärer Massnahmenvollzug (nach StGB Art. 59)

### Ambulanter Vollzug
- Electronic Monitoring (nach StGB Art. 79b Abs. 1)
- Gemeinnützige Arbeit (nach StGB Art. 79a Abs. 1)

## Geschichte
1850 erfolgte die Errichtung eines Bauernhauses «in den Klosterfiechten auf dem Bruderholz», dem ehemaligen Besitz des Steinen-Klosters. 1856 wurde das Gut, das sich am äussersten Stadtrand Basels befindet, an die Gesellschaft zur Beförderung des Guten und Gemeinnützigen veräussert. Es entstand die «Arbeitsanstalt Klosterfiechten» zur Bekämpfung der Armut durch Arbeitsbeschaffung. Im Jahre 1892 erwarb der Kanton Basel-Stadt das ganze Gut und eröffnete die «Rettungsanstalt für die Versorgung verwahrloster Kinder und jugendlicher Bestrafter».
1912 wurde die Anstalt dem Justizdepartement unterstellt, bald darauf wurde der Name von «Rettungsanstalt» in «Erziehungsheim» umbenannt, zu Beginn der 1970er Jahre schliesslich in «Schulheim», was bezeichnend ist für die stete Entwicklung der pädagogischen Konzeption. 1987 liess die Basler Regierung das Schulheim schliessen. Das ursprünglich als Bauernhaus gedachte Hauptgebäude samt Anbauten dient seither hauptsächlich dem Justizvollzug und der Bewährungshilfe. Zudem betreibt das Erziehungsdepartement Kanton Basel-Stadt auf dem Gelände Klosterfiechten ein Wohnheim und ein Tageszentrum für geistig und mehrfach behinderte Menschen. Den Landwirtschaftsbetrieb mit Pferdehof hat der Kanton verpachtet.